# Costinești (Constanța megye)
Costinești község Romániában, Dobrudzsa vidékén, Constanța megyében. A hozzá tartozó település Schitu.

## Fekvése
A Fekete-tenger partján, a megye déli részén helyezkedik el. A településen belül egy tó található, melyet egy keskeny földnyelv választ el a tengertől, a tó a község nevét viseli. Harminc kilométerre délre található a megyeszékhelytől, Konstancától, a legközelebbi várostól, Eforietől pedig tizennégy kilométerre délre.

## Története
A falu egy ókori görög település, Parthenopolis helyén áll, a középkor folyamán a falu neve Mangeapunar volt. Az 1960-as években a település Libertatea név alatt jelenik meg a térképeken. A Costinești nevet Emil Costinescuról kapta, aki román pénzügyminiszter volt 1902 és 1916 között, több alkalommal is. 
1960-ig a település még csak egy kis halászfalu volt, ekkor kezdték el kiépíteni a települést üdülőközponttá. A parthoz közel található az Evangelia nevű görög hajóroncs, mely 1968-ban feneklett meg, és a falu egyik legnagyobb látványosságának számít.

## Lakossága
A nemzetiségi megoszlás a következő:
| 2002      | 2002 | 2002   |
| --------- | ---- | ------ |
| Románok   | 2518 | 99,52% |
| Magyarok  | 5    | 0,19%  |
| Lipovánok | 2    | 0,07%  |
| Németek   | 2    | 0,07%  |
| Törökök   | 1    | 0,03%  |
| Egyéb     | 2    | 0,07%  |
| Összesen  | 2530 | 100,0% |

## Galéria

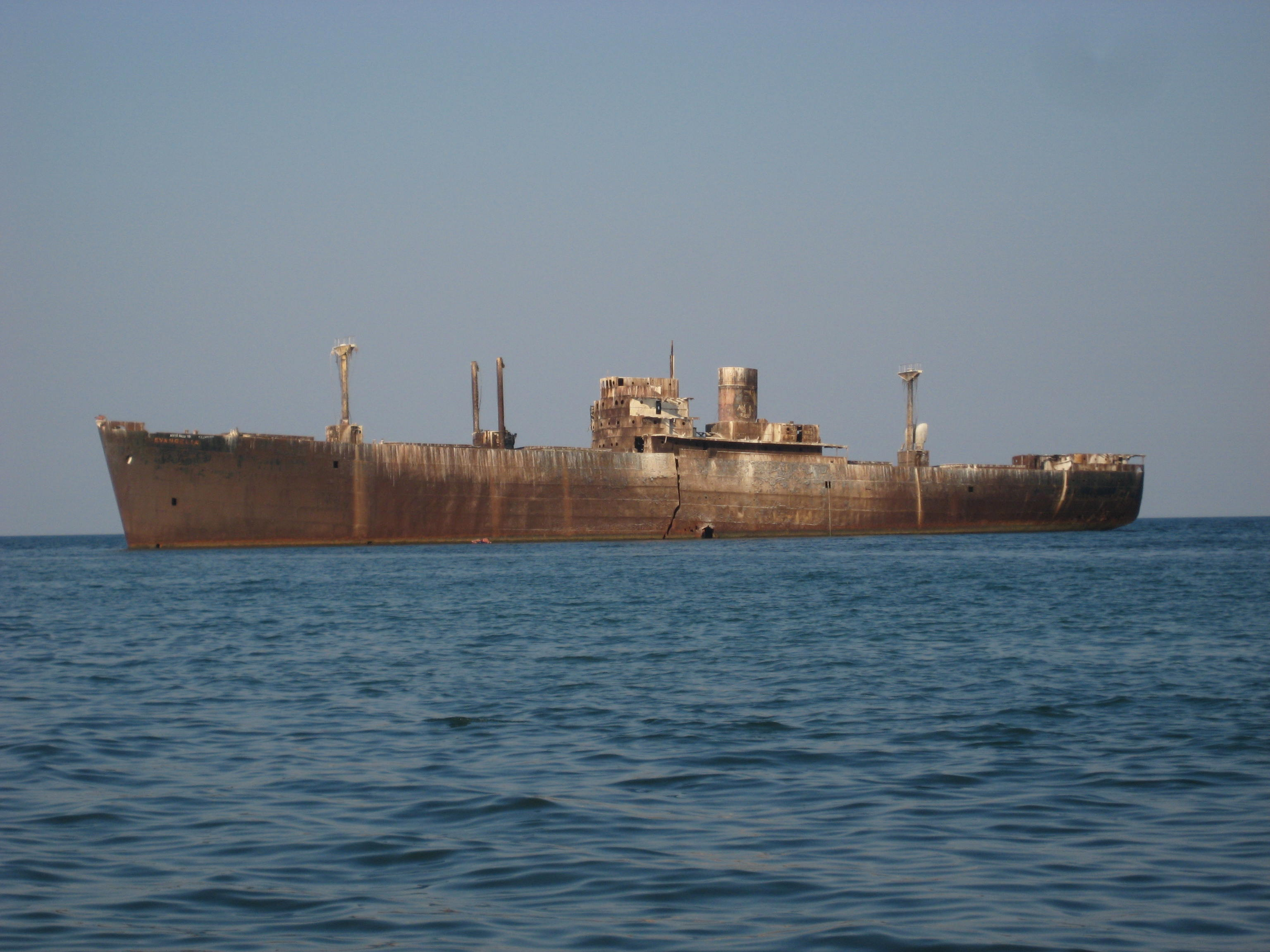
Az Evangelia hajóroncs
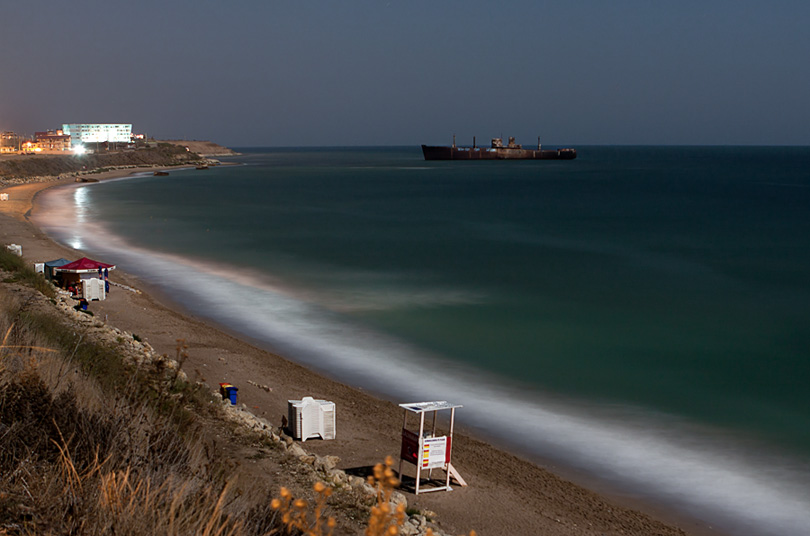
A Francia-öböl
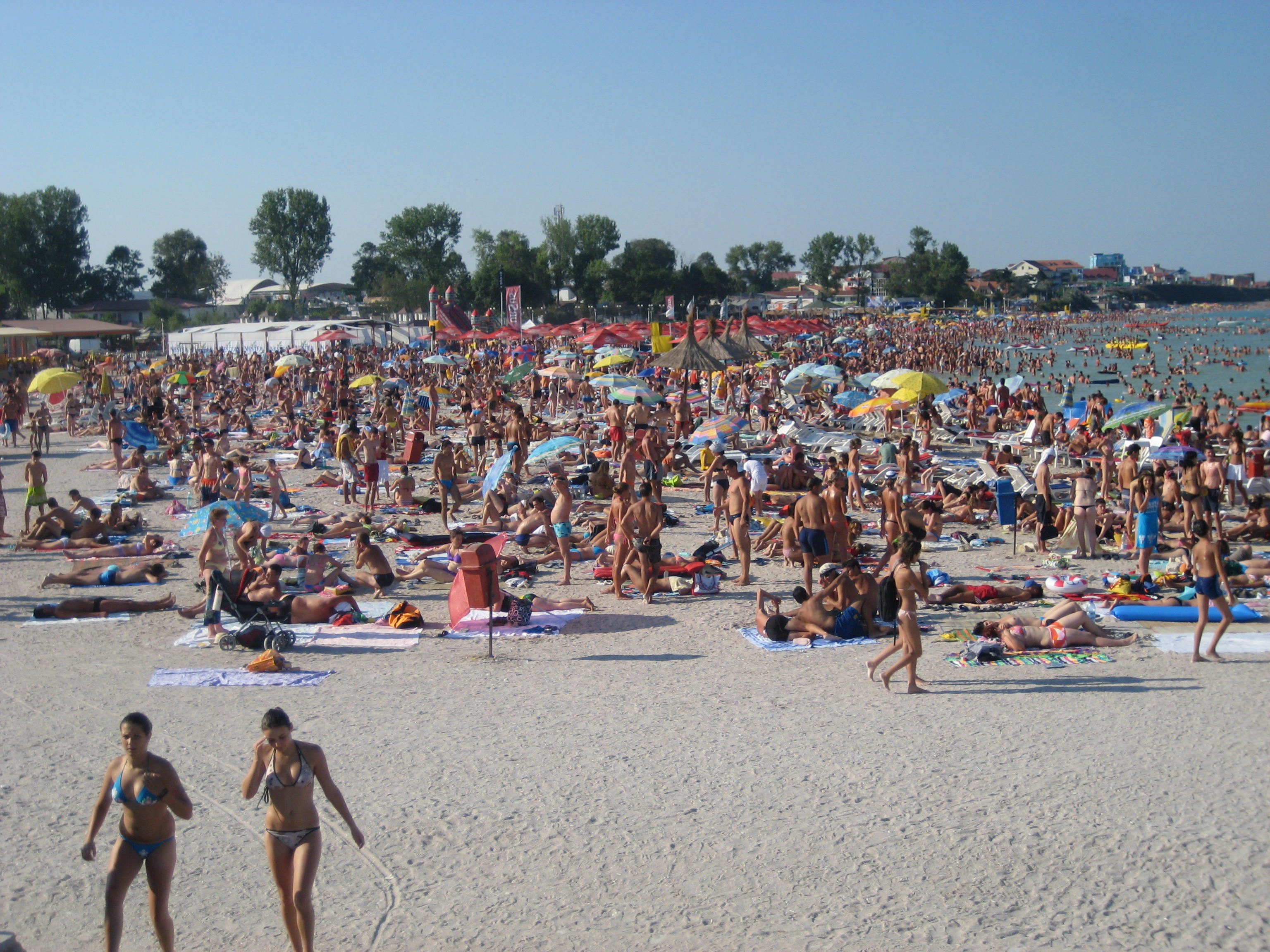
Strand